# Sebastiano Strangio
Sebastiano Strangio (San Luca, 1970) è un mafioso italiano della 'ndrangheta.

## Biografia
Capobastone dell'omonima 'ndrina. 
È stato un elemento di spicco per il traffico internazionale di cocaina dal Sud America all'Europa per la 'Ndrangheta. 
Diventa latitante nel 1999 e nel 2002 viene condannato in contumacia per associazione a delinquere per spaccio di droga. 
Il 28 ottobre 2005 viene arrestato ad Amsterdam dallo 'Swat Team', un reparto speciale della polizia olandese in collaborazione con la polizia italiana. 
Il 27 marzo 2006 viene estradato in Italia.